# カナダの内閣一覧
カナダの内閣一覧（カナダのないかくいちらん）は、カナダの歴代内閣の一覧である。以下の一覧は、1867年7月1日の連邦化以降の内閣と首相の一覧を含む。

## 概説
カナダの内閣は、慣例により、議長を務める首相が指名されたときに組閣され、首相が自ら職を辞したときに内閣総辞職する。唯一の例外は、戦時中に首相を務めたロバート・ボーデンの統一党政権で、同じく彼が首相を務めて率いた保守党政権（第1次ボーデン内閣）とは別の内閣であるとみなされている。カナダでは、政権与党が選挙で敗退する結果にならない限りは、選挙の度に内閣が総辞職することはない。これはイギリスやオーストラリアなどの他の英連邦王国とは対照的である。英豪両国では、内閣は選挙の度に、（その選挙で）勝利した者に関係なく、新たに組閣されるものだとみなされている。そのため、カナダを治めてきた全28代の内閣は、カナダの連邦化（1867年）以降、これまでに26回の政権交代と1回の連立政権の成立が、その時々の現職の首相により代表して行われた。

## 歴代内閣の一覧
| 代 | 内閣                          | 首相                                       | 成立年月日     | 終了年月日     |
| -- | ----------------------------- | ------------------------------------------ | -------------- | -------------- |
| 1  | 第1次マクドナルド内閣         | ジョン・A・マクドナルド                    | 1867年7月1日   | 1873年11月5日  |
| 2  | マッケンジー内閣              | アレキサンダー・マッケンジー               | 1873年11月7日  | 1878年10月8日  |
| 3  | 第2次マクドナルド内閣         | ジョン・A・マクドナルド                    | 1878年10月17日 | 1891年6月6日   |
| 4  | アボット内閣                  | ジョン・アボット                           | 1891年6月16日  | 1892年11月24日 |
| 5  | トンプソン内閣                | ジョン・トンプソン                         | 1892年12月5日  | 1894年12月12日 |
| 6  | ボーウェル内閣                | マッケンジー・ボーウェル                   | 1894年12月21日 | 1896年4月27日  |
| 7  | タッパー内閣                  | チャールズ・タッパー                       | 1896年5月1日   | 1896年7月8日   |
| 8  | ローリエ内閣                  | ウィルフリッド・ローリエ                   | 1896年7月11日  | 1911年10月5日  |
| 9  | 第1次ボーデン内閣             | ロバート・ボーデン                         | 1911年10月10日 | 1917年10月12日 |
| 10 | 第2次ボーデン内閣             | ロバート・ボーデン                         | 1917年10月12日 | 1920年7月10日  |
| 11 | 第1次ミーエン内閣             | アーサー・ミーエン                         | 1920年7月10日  | 1921年12月29日 |
| 12 | 第1次マッケンジー・キング内閣 | ウィリアム・ライアン・マッケンジー・キング | 1921年12月29日 | 1926年6月28日  |
| 13 | 第2次ミーエン内閣             | アーサー・ミーエン                         | 1926年6月29日  | 1926年9月25日  |
| 14 | 第2次マッケンジー・キング内閣 | ウィリアム・ライアン・マッケンジー・キング | 1926年9月25日  | 1930年8月7日   |
| 15 | ベネット内閣                  | リチャード・ベッドフォード・ベネット       | 1930年8月7日   | 1935年10月23日 |
| 16 | 第3次マッケンジー・キング内閣 | ウィリアム・ライアン・マッケンジー・キング | 1935年10月23日 | 1948年11月15日 |
| 17 | サンローラン内閣              | ルイ・サンローラン                         | 1948年11月15日 | 1957年6月21日  |
| 18 | ディーフェンベーカー内閣      | ジョン・ディーフェンベーカー               | 1957年6月21日  | 1963年4月22日  |
| 19 | ピアソン内閣                  | レスター・B・ピアソン                      | 1963年4月22日  | 1968年4月20日  |
| 20 | 第1次ピエール・トルドー内閣   | ピエール・トルドー                         | 1968年4月20日  | 1979年6月4日   |
| 21 | クラーク内閣                  | ジョー・クラーク                           | 1979年6月4日   | 1980年3月3日   |
| 22 | 第2次ピエール・トルドー内閣   | ピエール・トルドー                         | 1980年3月3日   | 1984年6月30日  |
| 23 | ターナー内閣                  | ジョン・ターナー                           | 1984年6月30日  | 1984年9月17日  |
| 24 | マルルーニー内閣              | ブライアン・マルルーニー                   | 1984年9月17日  | 1993年6月25日  |
| 25 | キャンベル内閣                | キム・キャンベル                           | 1993年6月25日  | 1993年11月4日  |
| 26 | クレティエン内閣              | ジャン・クレティエン                       | 1993年11月4日  | 2003年12月12日 |
| 27 | マーティン内閣                | ポール・マーティン                         | 2003年12月12日 | 2006年2月6日   |
| 28 | ハーパー内閣                  | スティーヴン・ハーパー                     | 2006年2月6日   | 2015年11月4日  |
| 29 | ジャスティン・トルドー内閣    | ジャスティン・トルドー                     | 2015年11月4日  | 2025年3月14日  |
| 30 | カーニー内閣                  | マーク・カーニー                           | 2025年3月14日  |                |